# Matthew Tree
Matthew Tree (Londres, 30 de desembre de 1958) és un escriptor anglès en català. Va aprendre català el 1979 i en l'actualitat viu a Banyoles, després d'anar a viure a Barcelona el 1984. Escriptor i defensor de la llengua catalana, ha col·laborat en diverses publicacions i emissores de ràdio (RAC 1, Catalunya Ràdio o Ràdio Contrabanda) i televisió tant angleses com catalanes. En televisió ha col·laborat en el programa La cosa nostra, d'Andreu Buenafuente, ha protagonitzat el programa sobre Catalunya, Passatgers i forma part del programa cultural en anglès amb subtítols en català The weekly mag de la Xarxa de Comunicació Local. La seva activitat en l'àmbit de la premsa escrita s'estén, entre d'altres, a publicacions com El Punt Avui, a l'apartat d'opinió, i a la revista en anglès Catalonia Today, en les quals hi publica regularment els seus articles.
Per la seva obra literària ha estat guardonat amb el Premi Andròmina de narrativa del 1999, per Ella ve quan vol, i amb el Premi Columna del 2001, per Privilegiat.

## Obra publicada
- Fora de lloc (novel·la, 1996, ISBN 978-84-7602-985-5)
- Aaaaagh (dels Germans Miranda, un dels contes, com a Matthew Tree Miranda, narrativa breu, 1998, ISBN 978-84-8300-645-0)
- Ella ve quan vol (narrativa breu, 1999, ISBN 978-84-7502-596-4, premi Octubre - Andròmina de narrativa, 1999)
- El Barça o la vida (dels Germans Miranda, un dels contes, com a Matthew Tree Miranda, narrativa breu, 1999, ISBN 978-84-8300-719-8)
- CAT; un anglès viatja per Catalunya per veure si existeix (viatges, 2000, ISBN 978-84-8300-614-6 i, en butxaca, ISBN 978-84-95965-04-2)
- Privilegiat (novel·la, 2001, ISBN 978-84-664-0141-8, Premi Columna 2001)
- Contra la monarquia (assaig, 2004, ISBN 978-84-96201-19-4)
- Memòries (memòria, 2004, ISBN 978-84-664-0411-2)
- Aniversari; quatre reflexions sense importància després de passar exactament vint anys entre els catalans (assaig, 2005, ISBN 978-84-664-0597-3)
- La puta feina (assaig, 2006, ISBN 978-84-96201-68-2)
- La vida després de Déu (assaig, 2007, ISBN 978-84-96767-31-7)
- Negre de merda. El racisme explicat als blancs (assaig, 2010, Ed. Columna Edicions, ISBN 978-84-6641-182-0)
- Com explicar aquest país als estrangers (assaig, 2011, Ed. Columna Edicions, ISBN 978-84-6641-359-6)
- Barcelona, Catalonia. A View from the Inside (assaig, 2011, Ed. Catalonia Press (en anglès, ISBN 978-16-1150-006-6)
- SNUG (Novel·la en anglès, 2014)[6]
- De fora vingueren (Columna, 2016) ISBN 978-84-664-2148-5
- No sóc racista, però...: Un manual per a persones de pell pàl·lida (assaig, Destino, 2021) ISBN 978-84-9710-322-0
- If Only (en anglès, novel·la, England-Is-A-Bitch Productions, 2021) ISBN 978-8409290109
- Just Looking (en anglès, novel·la, England-Is-A-Bitch Productions, 2022) ISBN 979-8366659079
- The Last Person in the World (en anglès, novel·la, England-Is-A-Bitch Productions, 2023) ISBN 979-8398211672
- We'll Never Know (en anglès, novel·la, England-Is-A-Bitch Productions, 2024) ISBN 979-8873533862
- No em canviïs la llengua: aventures i desventures dels catalanoparlants nascuts a l'estranger [amb Rosario Palomino, Toni Albà i Carme Sansa; amb pròleg de Quim Torra i epíleg de Lluís Llach]. Barcelona: Nexum Edicions, 2024, 312 p.; ISBN 9788412527506